# Сполето
Сполето (итал. Spoleto) град је у средишњој Италији. Град је четврти по величини град округа Перуђа у оквиру италијанске покрајине Умбрија.

## Природне одлике
Град Сполето налази се у средишњем делу Италије, у југоисточном делу Умбрије, на 60 км од Перуђе. Град се сместио на веома необичном месту, стрмој падини изнад које се издижу средишњи Апенини.

## Становништво
Према резултатима пописа становништва 2011. у општини је живело 38.429 становника.
| 1931.  | 1936.  | 1951.  | 1961.  | 1971.  | 1981.  | 1991.  | 2001.  | 2011.  |
| ------ | ------ | ------ | ------ | ------ | ------ | ------ | ------ | ------ |
| 32.103 | 32.341 | 38.155 | 38.308 | 36.156 | 37.360 | 37.763 | 37.889 | 38.429 |

Сполето данас има око 38.000 становника (бројчано чеврти град у округу), махом Италијана. Последњих деценија број становника у граду стагнира.

## Партнерски градови
- Швецинген
- Цетиње
- Los locos
- Чарлстон
- Оранж

## Галерија
- Средњовековна тврђава и староримски мост
- Средиште града
- Очувано староримско позориште
- Градска катедрала